# ハビエル・ゴメス
ハビエル・ゴメス（スペイン語: Javier Gómez）ことフランシスコ・ハビエル・ゴメス・ノヤ（スペイン語: Francisco Javier Gómez Noya、1983年3月25日 - ）は、スペインのトライアスロン選手。
スペイン人の両親の下でスイス・バーゼルに生まれ、その後スペインのガリシア州に移住している。世界トライアスロン選手権では2008年・2010年・2013年・2014年・2015年の5度総合優勝しており、2012年ロンドンオリンピックのトライアスロン競技で銀メダルを獲得している。

## 経歴
スペイン人の両親の下でスイス・バーゼルに生まれ、その後スペインのガリシア州に移住している。子どものころはサッカーや水泳を行っていたが、15歳の時にトライアスロン競技を開始した。2000年の定期健診の際にスペイン国立スポーツ評議会(CSD)がゴメスの「異常な心臓弁」が明らかとなり、国立スポーツ評議会との6年に及ぶ戦いの末に、国際大会に参加する資格が認められた。2003年11月に参加資格を得たが、2004年アテネオリンピックのトライアスロン競技のスペイン代表には選出されなかった。2005年には国立スポーツ評議会によって、国内外の大会への参加を2006年2月まで禁止された。
2007年の世界選手権シリーズでは総合2位となり、2008年の世界選手権シリーズでは初めて総合優勝を果たした。2008年北京オリンピックのトライアスロン競技では優勝候補として臨んだが、優勝したサイモン・ホイットフィールドから20秒遅れの4位でメダルを逃した。2009年の世界選手権シリーズでは総合2位だったが、2010年の世界選手権シリーズでは2度目の総合優勝を果たした。
イギリスのロンドンで開催された2012年ロンドンオリンピックのトライアスロン競技では、イギリスのアリステア・ブラウンリーから11秒遅れの2位でフィニッシュして銀メダルを獲得した。同年にはエクステラ（オフロード版のトライアスロン）で優勝した。2013年の世界選手権シリーズでは3度目の優勝を果たしたが、3度の優勝経験を持つのはオーストラリアのピーター・ロバートソンとイギリスのサイモン・レッシングに続いて3人目である。
2014年の世界選手権シリーズでは、8大会のうち4大会で優勝し、総合2連覇・4度目の優勝を果たした。同年のハーフ・アイアンマン世界選手権でも優勝した。2015年の世界選手権シリーズでは、横浜大会で優勝したほか2位5回・3位1回と安定した成績を残し、総合3連覇・5度目の優勝を果たした。